# Carliella mandibularis
Carliella mandibularis är en insektsart som beskrevs av Heinrich Hugo Karny 1911. Carliella mandibularis ingår i släktet Carliella och familjen vårtbitare. Inga underarter finns listade i Catalogue of Life.